# Antonio Castrignanò
Antonio Castrignanò (Calimera, 14 gennaio 1977) è un musicista e compositore italiano.
Vive da sempre a Calimera, comune della Grecìa Salentina.

## Biografia
Per ragioni anagrafiche e geografiche, Antonio Castrignanò è entrato a far parte della musica popolare salentina ancora adolescente prendendo parte a formazioni storiche ed esordendo negli Aramirè per poi continuare la sua formazione attraverso il Canzoniere Grecanico Salentino ed il Canzoniere di Terra d'Otranto. "Il suo percorso artistico, anziché confondersi con quel fenomeno che gli cresceva al fianco, ha finito per tratteggiarne gli sviluppi e segnare una svolta nell’inflazionata febbre della pizzica che ormai contagia il Salento e si dirige ben oltre i confini nazionali". Inizia ad affacciarsi sulla scena internazionale nel 2003 partecipando come tamburo solista alle esibizioni dell'Orchestra della Notte della Taranta.
Nel 2006 inizia la collaborazione con il regista Emanuele Crialese che gli affida la colonna sonora del film Nuovomondo (Golden Door) per il quale sarà candidato ai Nastri d'Argento 2007 per la migliore colonna sonora.
Nel 2010 presenta il suo primo disco da solista Mara la fatia, "un disco che scorre come un film, carico di suggestioni, e di storie. Un lavoro pregevole in cui tradizione e innovazione si sposano senza risultare mai stucchevoli e non è impresa facile in questi tempi in cui la taranta è merce da supermercato, venduta ai turisti come le danze nelle riserve indiane."
Il suo secondo disco solista, Fomenta, esce nel 2014 seguito nel 2018 da un EP, Aria Caddhipulina.
Collabora con il coreografo francese Jaen Christophe Maillot E “Les Ballets de Monte Carlo” per il concerto-spettacolo “Core Meu” in scena al Grimaldi Forum di Monaco (2019).

## Discografia

### Discografia solista
- 2006 - Nuovomondo O.S.T. (Golden Door) – A.Castrignanò (Emi/SonyBMG)
- 2010 - Mara la fatia (Felmay)
- 2014 - Fomenta (Ponderosa)
- 2018 - Aria Caddhipulina (Ponderosa)
- 2022 - Babilonia (Ponderosa)

### Original soundtracks
- 2006 - Nuovomondo (Golden Door) – Emanuele Crialese (01Distrubution)
- 2012 - Bellas mariposas – Salvatore Mereu (Viacolvento/RaiCinema)

### Discografia
- 1998 - Opillopillopi – Aramire’ (Aramirè)
- 2000 - Io al Santo ci Credo - Luigi Stifani (Aramirè)
- 2001 - Sudest - Aramire’ (Aramirè)
- 2012 - Io scrivo la realta’ - Cici Cafaro (Kurumuny)
- 2008 - San Siro Live Cd/Dvd - Negramaro (Sugarmusic)
- 2004 - La Notte della Taranta - Stewart Copeland (Ponderosa)
- 2006 - Orchestra Popolare la Notte Della Taranta– Ambrogio Sparagna (P.D.M.)
- 2007 - Orchestra Popolare la Notte Della Taranta– Ambrogio Sparagna (P.D.M.)
- 2010 - Notte della Taranta Ensemble – (Kairos)
- 2011 - La Notte della Taranta – Ludovico Einaudi (Ponderosa)
- 2015 - Viva la Taranta – Phil Manzanera (Warner Music Italia)
- 2015 - Taranta Project – Ludovico Einauidi (Ponderosa)
- 2018 - Orchestra Popolare la Notte Della Taranta - (Fondazione NDT)
- 2013 - Rotuli’ barberia e canti del Salento – Dario Muci – (Lupo Editore)
- 2015 - Voci per un presepe - Wilma Vedruccio e Rocco Nigro (Kurumuny)
- 2017 - Terra rossa d’Arneo – Luigi e Paolo Chiriatti (Kurumuny)
- 2018 - Concerto Alla Rimesa – Li Ucci Orchestra (Kurumuny)
- 2018 - ‘Mbrazzame – Mangia/Castrignanò (2HE)
- 2018 - Tra Studio E Bar – Civico 22
- 2018 - Odissea – Bandadriatica (Finisterre)

### DVD/DOC
- 2005 - Il sibilo lungo della Taranta – Palo Pisanelli – (Bigsur)
- 2012 - Sente la voce mia, la riconosce – Fersini/Inciocchi/Padilla - (Anima Mundi)